# Tino Edelmann
Tino Edelmann (Annaberg-Buchholz, 13 aprile 1985) è un ex combinatista nordico tedesco.

## Biografia

### Stagioni 2000-2008
Tino Edelmann esordisce nel Circo bianco il 26 agosto 2000 disputando una gara del Grand Prix a Klingenthal, in Germania, giungendo 54º. Due anni dopo si aggiudica una medaglia d'oro nella partenza in linea a squadre K90/staffetta 4x5 km ai Mondiali juniores di Schonach 2002, in Germania. Ottiene il suo primo risultato in Coppa del Mondo il 1º gennaio 2003 a Oberhof, in Germania, piazzandosi 41º in una gara sprint K120/7,5 km e nella stessa stagione conquista un altro oro ai Mondiali juniores di Sollefteå, in Svezia, nella K107/staffetta 4x5 km.
Nell'edizione dell'anno successivo a Stryn, in Norvegia, invece ottiene una medaglia d'argento in tutte e tre le specialità (individuale Gundersen K90/10 km, sprint K90/7,5 km e partenza in linea a squadre K90/staffetta 4x5 km); l'anno dopo a Rovaniemi 2005 (Finlandia), nella stessa competizione internazionale, vince un oro (nella competizione a squadre), un argento (nella Gundersen HS100/10 km) e un bronzo (nella sprint HS100/5 km).
Presente ai Mondiali di Sapporo 2007, in Giappone, si aggiudica la medaglia d'argento nella gara a squadre HS134/staffetta 4x5 km. Sale per la prima volta sul podio in Coppa del Mondo il 16 dicembre 2007 a Ramsau, in Austria, classificandosi 3º in una gara sprint vinta dal connazionale Björn Kircheisen davanti all'altro compagno di squadra Ronny Ackermann.

### Stagioni 2009-2016
Convocato per i Mondiali di Liberec 2009, in Repubblica Ceca, Edelmann incrementa il palmarès con due argenti, nella partenza in linea individuale e nella gara a squadre HS134/staffetta 4x5 km. Sempre nel 2009 si aggiudica la sua prima vittoria individuale in Coppa del Mondo, in una Gundersen, sulle nevi di Trondheim in Norvegia, precedendo nell'ordine d'arrivo il finlandese Anssi Koivuranta e il francese Jason Lamy-Chappuis.
Ai XXI Giochi olimpici invernali di Vancouver 2010 vince la medaglia di bronzo nella gara a squadre. Nel 2011, ai Mondiali di Oslo, vince tre medaglie d'argento, nella Gundersen dal trampolino corto HS 109/10 km e nelle competizioni a squadre sia dal trampolino normale HS 106/staffetta 4x5 km, sia dal trampolino lungo HS 134/staffetta 4x5 km.
Ai Mondiali della Val di Fiemme 2013 vince un'altra medaglia, il bronzo nella sprint a squadre, mentre ai XXII Giochi olimpici invernali di Soči 2014  si classifica 9º nel trampolino normale. Ai Mondiali di Falun 2015 ha vinto la medaglia d'oro nella gara a squadre dal trampolino normale, si è classificato 20º nel trampolino normale e 9º nel trampolino lungo.

## Palmarès

### Olimpiadi
- 1 medaglia
  - 1 bronzo (gara a squadre a Vancouver 2010)

### Mondiali
- 8 medaglie:
  - 1 oro (gara a squadre dal trampolino normale a Falun 2015)
  - 6 argenti (gara a squadre a Sapporo 2007; partenza in linea, gara a squadre a Liberec 2009; individuale, gara a squadre dal trampolino normale, gara a squadre dal trampolino lungo a Oslo 2011)
  - 1 bronzo (sprint a squadre dal trampolino lungo a Val di Fiemme 2013)

### Mondiali juniores
- 8 medaglie:
  - 3 ori (partenza in linea a squadre a Schonach 2002; partenza in linea a squadre a Sollefteå 2003; gara a squadre a Rovaniemi 2005)
  - 4 argenti (individuale, sprint, gara a squadre a Stryn 2004; individuale a Rovaniemi 2005)
  - 1 (sprint a Rovaniemi 2005)

### Coppa del Mondo
- Miglior piazzamento in classifica generale: 5º nel 2010
- 29 podi (17 individuali, 12 a squadre):
  - 9 vittorie (3 individuali, 6 a squadre)
  - 11 secondi posti (6 individuali, 5 a squadre)
  - 9 terzi posti (8 individuali, 1 a squadre)

#### Coppa del Mondo - vittorie
| Data             | Località    | Nazione   | Trampolino              | Spec.                                                               |
| ---------------- | ----------- | --------- | ----------------------- | ------------------------------------------------------------------- |
| 3 gennaio 2009   | Schonach    | Germania  | Langenwaldschanze HS96  | T NH/4x5 km (con Georg Hettich, Eric Frenzel e Björn Kircheisen)    |
| 6 dicembre 2009  | Trondheim   | Norvegia  | Lysgårdsbakken HS138    | IN LH/10 km                                                         |
| 24 gennaio 2010  | Schonach    | Germania  | Langenwaldschanze HS96  | T NH/4x5 km (con Georg Hettich, Eric Frenzel e Björn Kircheisen)    |
| 26 novembre 2011 | Kuusamo     | Finlandia | Rukatunturi HS142       | IN LH/10 km                                                         |
| 12 gennaio 2013  | Chaux-Neuve | Francia   | La Côté Feuillée HS118  | IN LH/10 km                                                         |
| 13 gennaio 2013  | Chaux-Neuve | Francia   | La Côté Feuillée HS118  | T SP LH/2x7,5 km (con Eric Frenzel)                                 |
| 12 gennaio 2014  | Chaux-Neuve | Francia   | La Côté Feuillée HS118  | T SP LH/2x7,5 km (con Fabian Rießle)                                |
| 25 gennaio 2014  | Oberstdorf  | Germania  | Schattenberg HS137      | T LH/4x5 km (con Johannes Rydzek, Fabian Rießle ed Eric Frenzel)    |
| 3 gennaio 2015   | Schonach    | Germania  | Langenwaldschanze HS106 | T LH/4x5 km (con Eric Frenzel, Björn Kircheisen ed Johannes Rydzek) |

Legenda:

IN = individuale Gundersen

SP = sprint

T = gara a squadre

NH = trampolino normale

LH = trampolino lungo